# Шовхалов, Мухамед
Мухаме́д Шовха́лов (4 июля 1990 года, Гудермес, Чечено-Ингушская АССР, РСФСР, СССР) — российский пауэрлифтер чеченского происхождения. Тренировался под руководством Омара Абдулвадудова. В 2012 году в Сочи стал чемпионом мира по версии IPA в весовой категории до 82,5 кг, показав в сумме многоборья результат 550 кг (200+140+210, без экипировки).

## Спортивные результаты
| Дата                 | Место проведения | Турнир                                                                         | Итоговое место | Весовая категория | Собственный вес (кг) | Приседания | Жим | Тяга | Сумма | Дивизион       |
| -------------------- | ---------------- | ------------------------------------------------------------------------------ | -------------- | ----------------- | -------------------- | ---------- | --- | ---- | ----- | -------------- |
| 1 июня 2012 года     | Сочи             | Чемпионат мира IPA по пауэрлифтингу                                            | 1              | 82,50             | 80,05                | 200        | 140 | 210  | 550   | без экипировки |
| 8 сентября 2012 года | Камышин          | Чемпионат Южного и Северо-Кавказского ФО по пауэрлифтингу памяти С. Степановой | 3              | 82,50             | 80,25                | 200        | 150 | 230  | 580   | без экипировки |